# Wolfsoniana

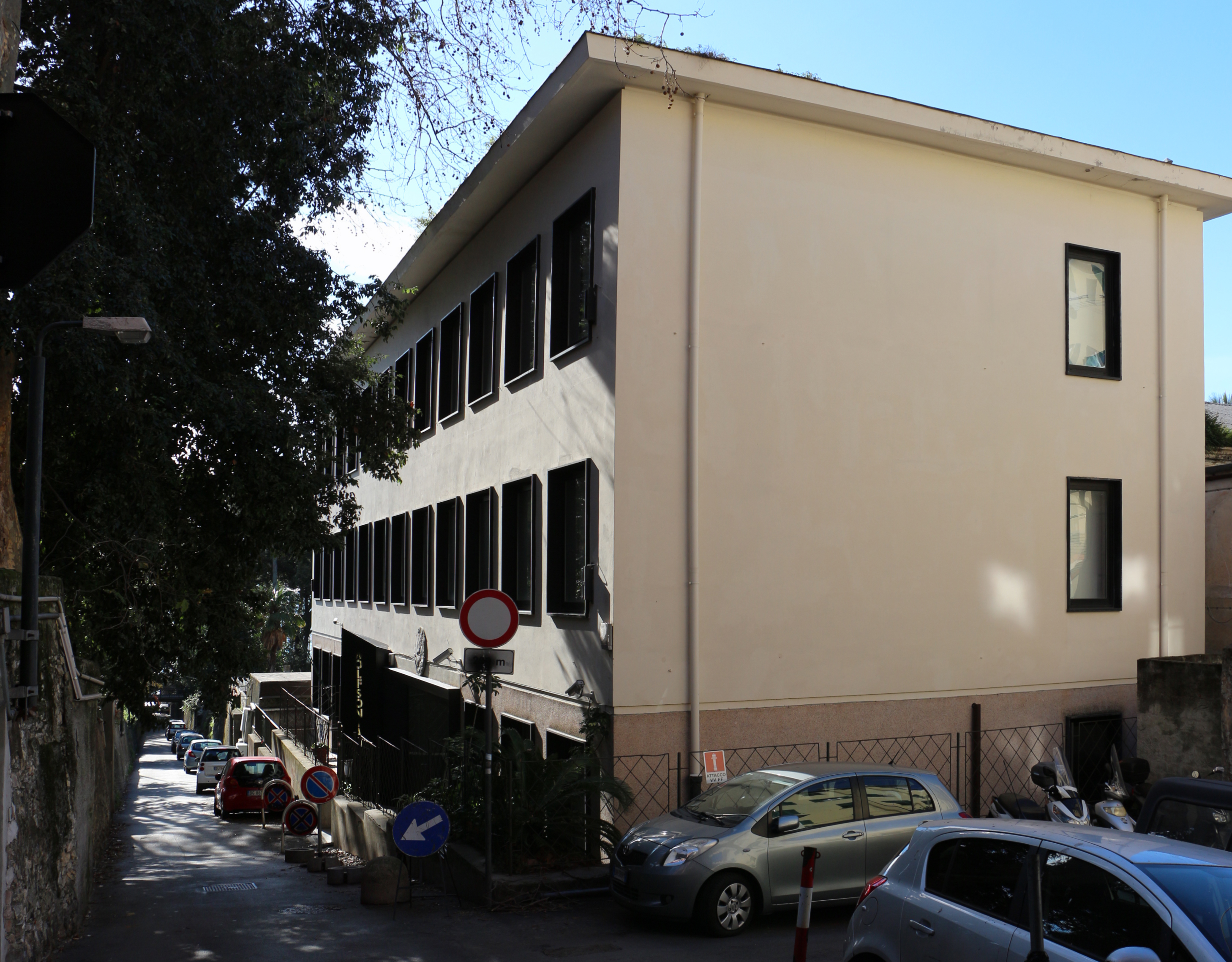
L'edificio

La Wolfsoniana è una galleria d'arte moderna facente parte del polo museale del levante genovese, situata in via Serra Gropallo 4, nel quartiere di Nervi, annovera centinaia di opere d'arte nella sua mostra permanente, e accoglie ogni anno numerose mostre temporanee. Il museo venne aperto al pubblico nel 1999 e inserito nel "Polo dei Musei e dei Parchi di Nervi" su volontà del suo fondatore Mitchell Wolfson Jr..
Il Comune di Genova mise quindi a disposizione un edificio e le competenze professionali necessarie al suo restauro e rifunzionalizzazione, i contributi per i lavori arrivarono dalla Fondazione Cassa di Risparmio di Genova e Imperia e un ulteriore finanziamento della Regione Liguria consentirono gli interventi strutturali e tecnici necessari per l'allestimento museale della Wolfsoniana, inaugurata il 17 dicembre 2005.
Nel 2007 Micky Wolfson dona la collezione alla Fondazione Colombo, che nel 2008 viene trasformata in Fondazione Regionale per la Cultura e lo Spettacolo.

## La collezione

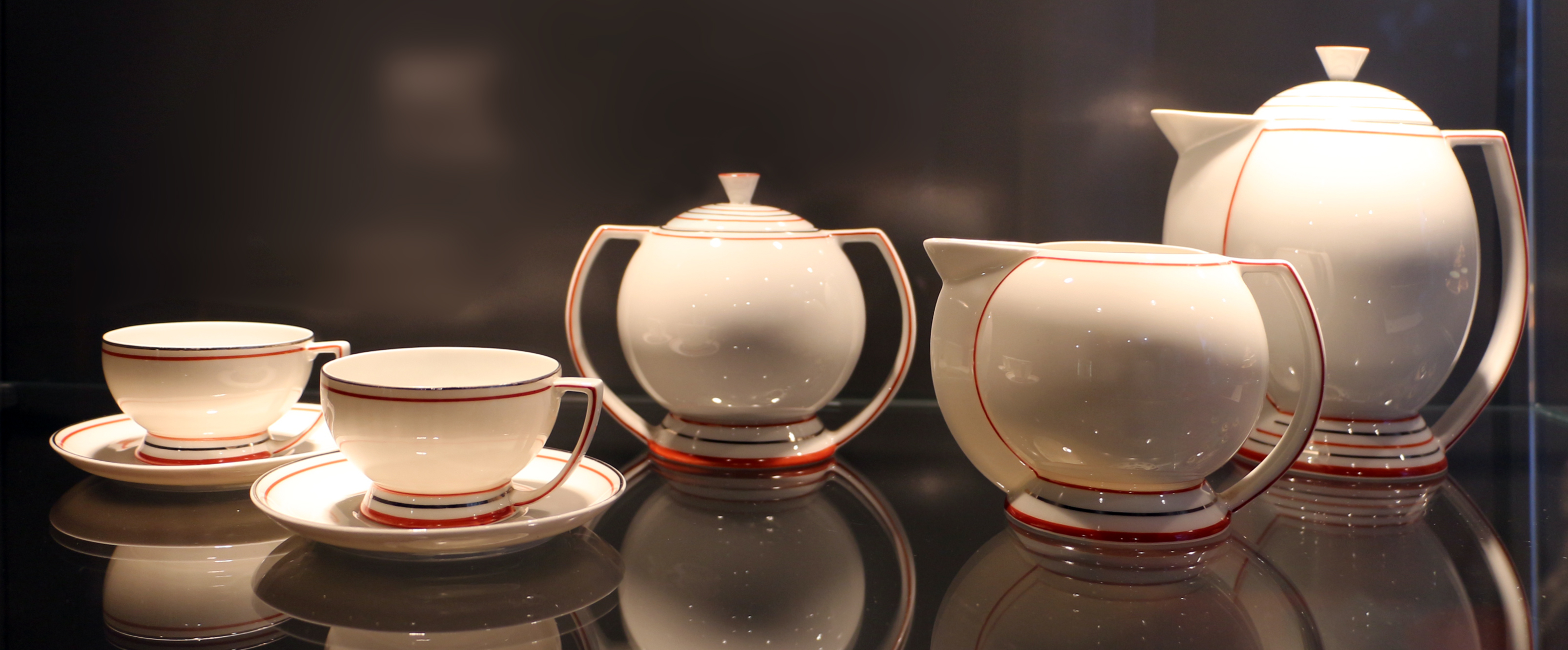
Guido Andlovitz per Società ceramica italiana, servizio da tè, Laveno 1933

La collezione - corrispettivo italiano della Wolfsonian–FIU di Miami Beach (istituzione museale con sede nell'Art Déco District), presenta, fra l'altro, arredi completi, dipinti, sculture e suppellettili di vario genere. L'ordinamento, curato da Silvia Barisione, Matteo Fochessati e Gianni Franzone, segue un indirizzo cronologico-tematico, evidenziando i diversi movimenti culturali, le correnti artistiche e gli stili rappresentati. 
A grandi linee i principali temi del museo sono:
- l'evoluzione delle arti decorative
- i processi delle trasformazioni urbanistiche
- l'arte di propaganda
- il lavoro
- il viaggio
- le mostre e le esposizioni internazionali

Fra i materiali esposti vi sono  oggetti in vetro, ceramica, ferro battuto, argento, tessuto, ma anche progetti di architettura grafica, manifesti e materiali per la pubblicità, bozzetti e disegni, libri e periodici.

### Art Déco, propaganda e design

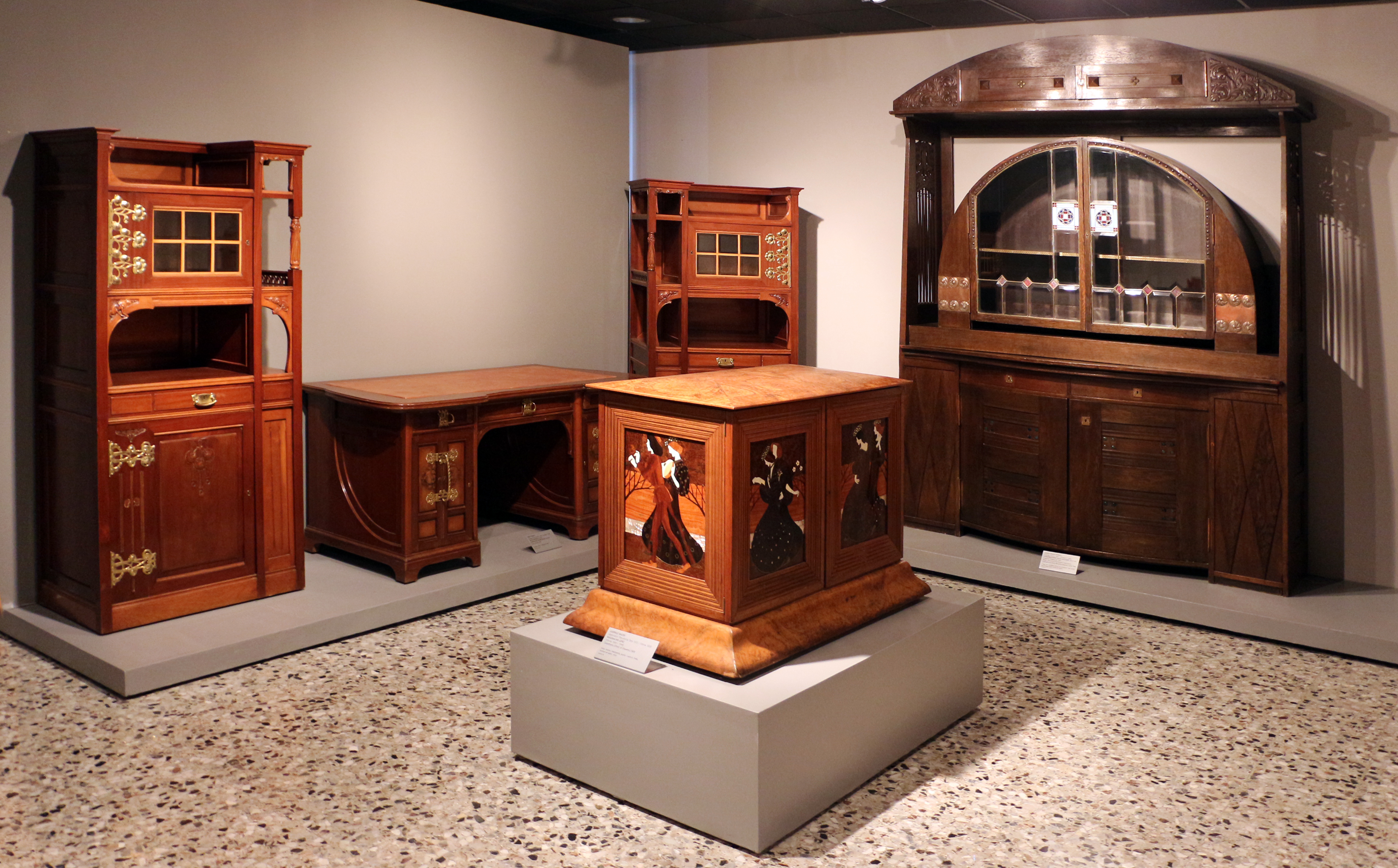
Sala del mobilio di primo Novecento

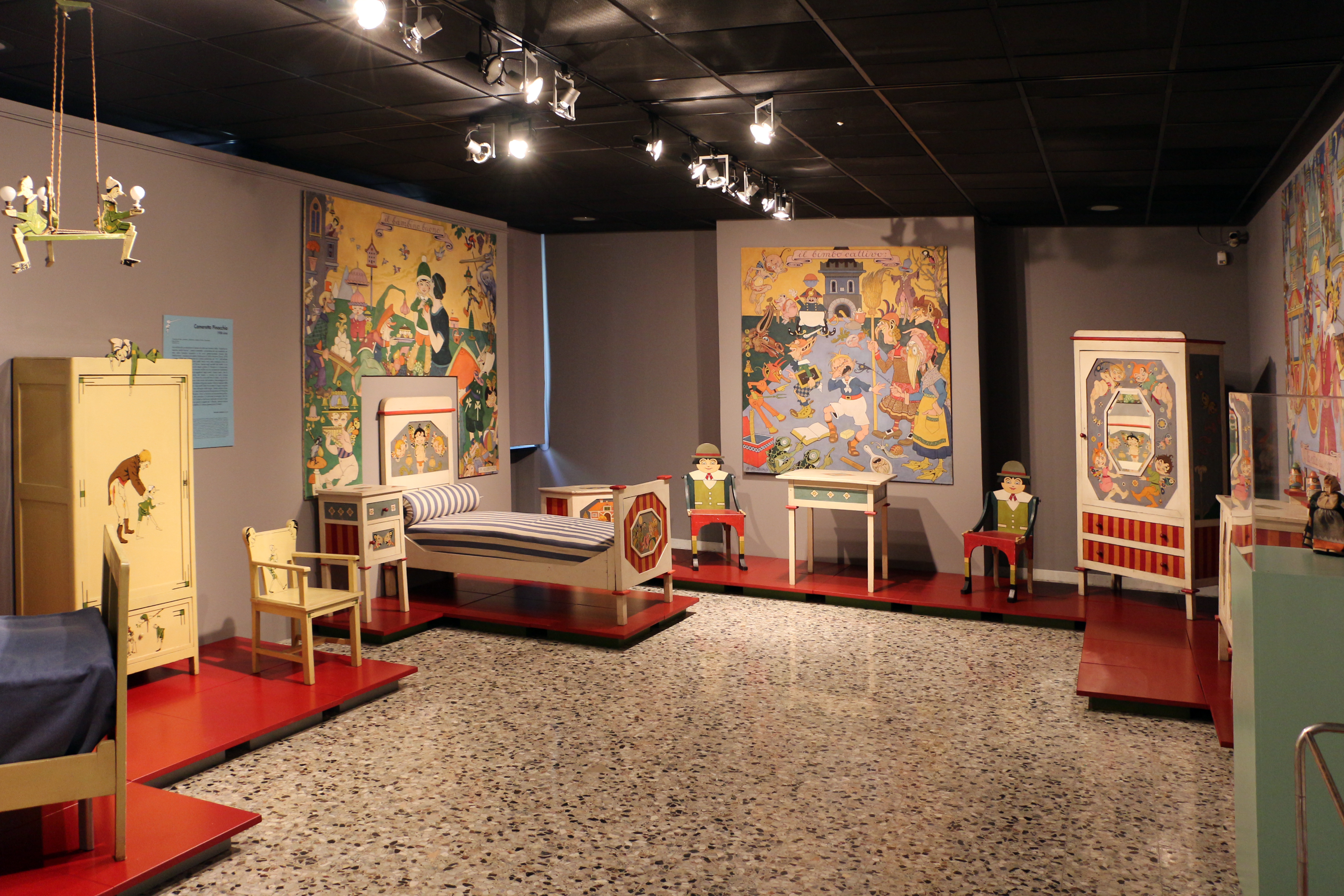
Esposizione su Antonio Rubino e le "Stanze della fantasia"

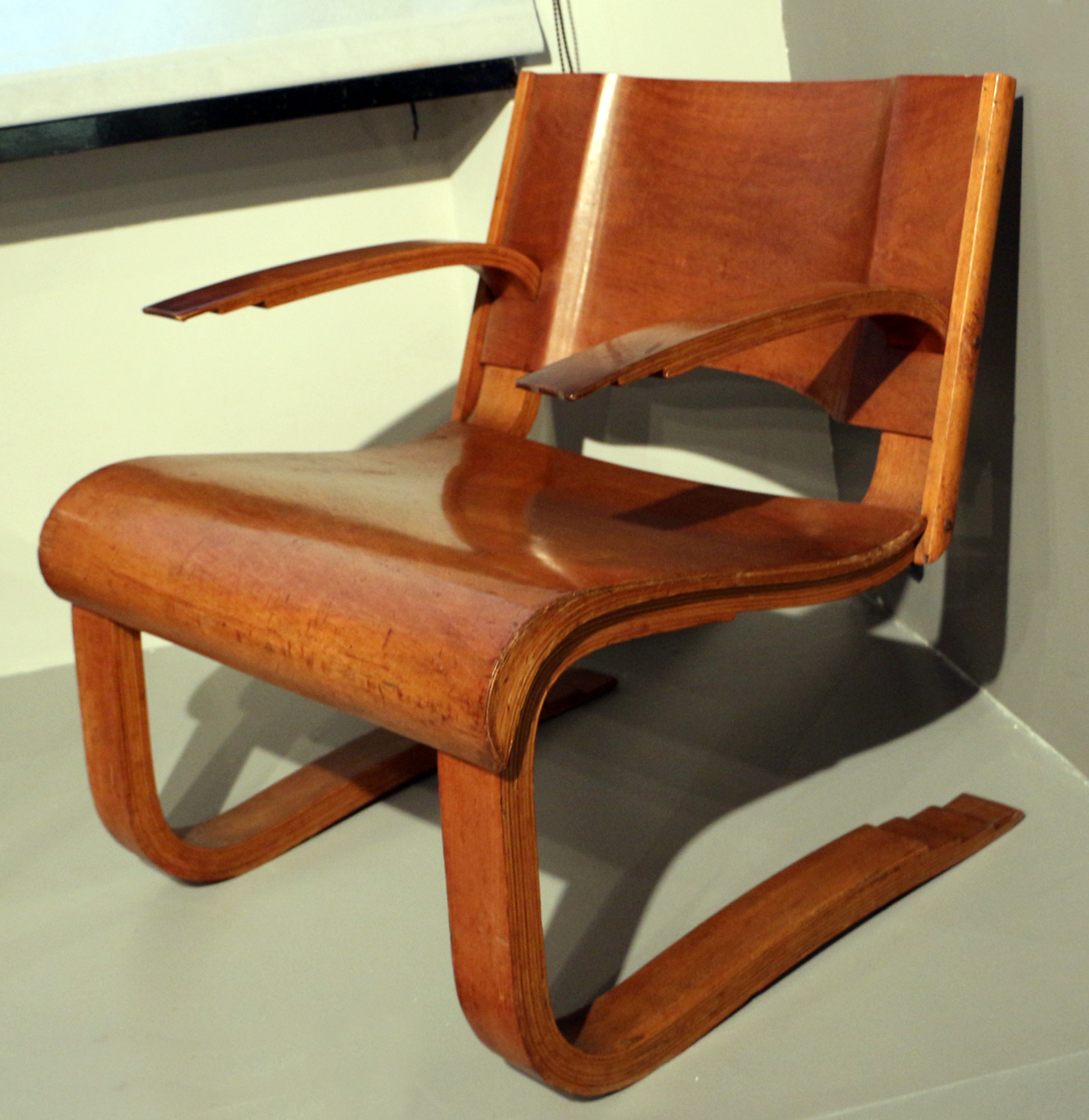
Luigi Vietti, poltrona per la stazione marittima Andrea Doria, Genova 1933

Orientata ad illustrare le arti decorative di propaganda del periodo che va dal 1880 al 1945, la Wolfsoniana si sofferma particolarmente sul gusto per l'esotico che ha avuto diffusione in Italia intorno alla fine del XIX secolo. Sono così rappresentati artisti significativi dell'Art Nouveau, del Disegno industriale e dell'Art Déco attivi nel Novecento ed in linea con le correnti del Razionalismo e del Modernismo.
Situato in via Serra Gropallo, nel cuore dei parchi di Nervi, il museo completa il "percorso" museale nerviese composto dalla Galleria d'Arte Moderna di Genova, dalle Raccolte Frugone e dal Museo Luxoro presentando una selezione della collezione di oltre diciottomila pezzi donata da Mitchell Wolfson Jr., collezionista e filantropo statunitense.
Il museo interagisce con il proprio centro studi istituito a Palazzo Ducale.

### La Scuola Romana e l'Art Nouveau di Rubino
Fra gli artisti rappresentati vi sono esponenti della Scuola romana, da Duilio Cambellotti a Vittorio Grassi, da Melchiorre Melis a Ferruccio Ferrazzi.
Di particolare interesse è la sezione posta quasi al termine del percorso museale, dedicata al disegnatore simbolista e liberty - ma formatosi nell'ambito dell'Art Nouveau - Antonio Rubino di cui è presente una stanza disegnata nel 1921 per un compagno d'arme. A colpire, in questo caso, è la linearità dei mobili e la loro decorazione in uno stile unitario che raccorda i pannelli murali dipinti e gli elementi di arredo (incentrati sulla figura del quadrato), fra cui compaiono due piccole sedie strutturate in forma antropomorfa come un bimbo in posizione seduta.

### Lo stile moresco
Il gusto per l'esotico - ed in particolare per il cosiddetto stile moresco - è dato dalla monumentale stanza in stile neoegizio  ideata intorno al 1890 dai due pittori orientalisti bolognesi, Fabio Fabbi e Alberto Fabbi, per il palazzo Gonzaga a Guastalla, presso Mantova. In medesima guisa, il mobiliere milanese Carlo Bugatti elabora un nuovo stile, riconosciuto a livello internazionale, reinterpretando l'arte propria della cultura dell'islam.

## Il fondatore
Mitchell Wolfson Jr. è nato a Miami nel 1939 e si è laureato alla Princeton University specializzandosi poi presso la Johns Hopkins School for Advanced International Affairs a Washington e Bologna, città nelle quali ha iniziato la sua attività diplomatica prima di trasferirsi a Genova.
Nel 1986 ha fondato a Miami "The Wolfsonian", punto di raccolta delle opere collezionate durante decenni in ogni parte del mondo e tese a conservare, valorizzare ed illustrare opere delle arti decorative e di propaganda.

Nel 1993 Wolfson apre una sede della Wolfsonian anche a Genova, città alla quale nel frattempo si è affettivamente legato, e affida la collezione destinata al capoluogo ligure alla Fondazione regionale intitolata a Cristoforo Colombo, che diventa gestore e amministratore del museo con il contributo della Regione Liguria e del Comune di Genova. Nel 2007 dona definitivamente la collezione alla Fondazione, divenuta ora Fondazione Regionale per la Cultura e lo Spettacolo.
A completamento dell'opera divulgativa, Wolfson ha fondato nel 1986 una pubblicazione unica nel suo genere, "The Journal of Decorative and Propaganda Arts" (DAPA), curata dalla Wolfsonian-FIUU,  che - forte di numerosi numeri monografici - ha ottenuto riconoscimenti e premi a livello internazionale.